# Джунглівниця пелензька
Джунглівниця пелензька (Cyornis pelingensis) — вид горобцеподібних птахів родини мухоловкових (Muscicapidae). Ендемік Індонезії. Деякі дослідники вважають її підвидом сулуйської джунглівниці.

## Поширення і екологія
Пелензькі джунглівниці живуть в рівнинних тропічних лісах на острові Пеленг в архіпелазі Банггаї. 